# Multicast Open Shortest Path First
Il Multicast Open Shortest Path First (MOSPF) è un'estensione del Protocollo di routing OSPF definita nella RFC 1584, che supporta il routing multicast e permette dunque ai router di scambiare informazioni utili al trasporto di pacchetti multicast sulla rete e riguardanti group membership.
Esso mantiene un'immagine della topologia completa di rete grazie al protocollo di rete unicast OSPF (di tipo link-state), e ne ricalca il funzionamento (l'albero di distribuzione multicast viene calcolato utilizzando l'Algoritmo di Dijkstra).
In particolare, è basato sulla versione 2 di OSPF, e fornisce ai router MOSPF la possibilità di inter-operare con router che non supportano Multicast OSPF nell'inoltro di traffico IP unicast.